# دانشگاه آزاد اسلامی واحد استهبان
دانشگاه آزاد اسلامی واحد استهبان، یکی از واحدهای دانشگاه آزاد اسلامی در شهر استهبان است. این دانشگاه در سال ۱۳۶۴ تأسیس گردید و هم‌اکنون دارای ۱۱۲۰ دانشجو و ۶۴ رشته در مقاطع دکتری، کارشناسی ارشد، کارشناسی و کاردانی است. این دانشگاه از واحدهای مجری علوم پزشکی دانشگاه آزاد به‌شمار می‌رود.